# Heterogyna madecassa
Heterogyna madecassa är en biart som beskrevs av Michael C. Day 1984. Heterogyna madecassa ingår i släktet Heterogyna och familjen Heterogynaidae. Inga underarter finns listade i Catalogue of Life.